# Stanislav Kostka Neumann

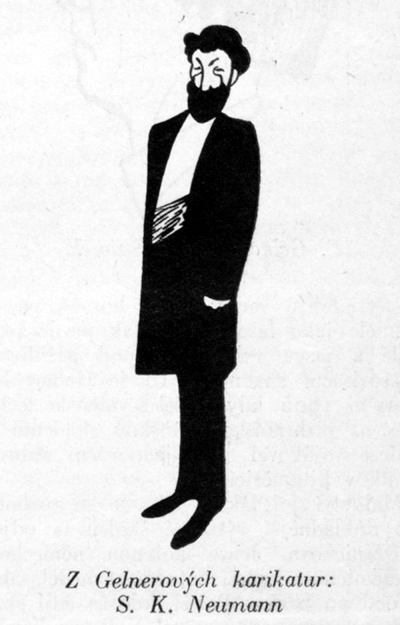
S. K. Neumann, Karikatur von František Gellner

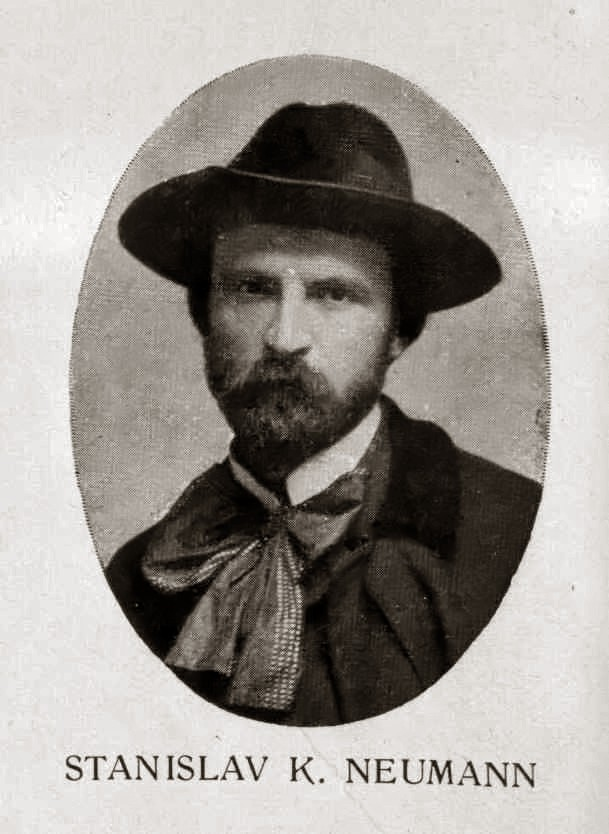

Stanislav Kostka Neumann (* 5. Juni 1875 in Prag, Österreich-Ungarn; † 28. Juni 1947 ebenda) war ein tschechischer Dichter. Er verwendete mindestens 25 Pseudonyme, die er zum Teil auch miteinander kombinierte.

## Leben
Der Sohn eines Rechtsanwalts aus Prag-Žižkov und Abgeordneten des Reichsrats besuchte zunächst eine Zeit lang das Gymnasium, wechselte kurze Zeit später an die Handelsakademie, aus der er ausgeschlossen wurde. Er traf sich mit Arbeitern und besuchte die Tschechoslowakische Sozialdemokratische Partei in Österreich. 1894 wurde er im Omladina-Prozess als einer der geistigen Führer der Bewegung zu einjährigem Gefängnisaufenthalt verurteilt. Nach der Entlassung veröffentlichte er sein erstes poetisches, in lateinischer Sprache verfasstes Werk Nemesis, bonorum custos, stark beeinflusst durch Josef Svatopluk Machar. Immer wieder besuchte er Bergbauarbeiter im Braunkohlenrevier Teplitz–Brüx–Komotau und wurde Anführer der anarchistischen Gruppierungen um František Gellner, Fráňa Šrámek, Karel Toman und Jiří Mahen.
1904 ging er nach Wien und erlebte dort die Krise des Anarchismus beim Kampf um allgemeines Wahlrecht. Er zog 1905 nach Řečkovice, später nach Bílovice nad Svitavou in Mähren und lebte vor allem von seinen Pressebeiträgen. In Mähren lernte er die Natur kennen und wandte sich vom Anarchismus ab. Gemeinsam mit den Brüdern Karel und Josef Čapek war er an der Verfassung des Almanachs beteiligt.
Den Ersten Weltkrieg erlebte er an der Front in Albanien. Nach der Demobilisierung wurde er Redakteur der Tageszeitung Stimme des Volkes (Hlas národa). In den 1920er Jahren war Neumann an der Gründung der Kommunistischen Partei der Tschechoslowakei beteiligt und widmete sich verstärkt der proletarischen Poesie. 1929 wurde er nach der Unterzeichnung des Manifests der Sieben aus der Partei ausgeschlossen. 1938 wurde seine Parteimitgliedschaft erneuert; Neumann vertrat danach auch die Kulturpolitik der Partei. Neumann gehörte zu den treibenden Persönlichkeiten der Avantgarde-Gruppierung Levá fronta (Linke Front), er war Chefredakteur deren gleichnamigen Zeitschrift Levá fronta.
In den 1930er Jahren erkrankte er schwer und ging nach Poděbrady zur Kur. Während des Zweiten Weltkrieges lebte er in kleinen Siedlungen, um der Aufmerksamkeit der Gestapo zu entgehen.
Sein Sohn ist der Schauspieler Stanislav Neumann, sein Urenkel der Dokumentarfilmer und Fotograf Stan Neumann.

## Werke
Der Dichter, Autor, Publizist, Übersetzer, Literatur- und Kulturkritiker arbeitete bei zahlreichen Zeitschriften als Redakteur, darunter Moderní revue, Omladina, Lidové noviny, Tvorba. Seine frühen Werke sind durch den dekadenten Symbolismus und individuellen Anarchismus beeinflusst. Von 1897 bis 1905 publizierte er zum Beispiel eine in der politisch-kulturell anarchistischen Gruppierung die Zeitschrift Neuer Kult (Nový kult). Neumann schuf die erste Übersetzung eines Werkes von Franz Kafka ins Tschechische, als er 1920 Topič (Der Heizer) in der von ihm herausgegebenen Zeitschrift Kmen veröffentlichte.
Größten Eindruck hinterlassen haben seine Gedichte, geschrieben im Geist des Vitalismus und Zivilismus. In der Zeit zwischen den Weltkriegen, als er sich auch in der Kommunistischen Partei engagierte,  dichtete er Agitations- und Kampfpoesie, die auch als Arbeiterliteratur bekannte „proletarische Poesie“, aber auch philosophisch anmutende Sammlungen gegen den Faschismus. Einige seiner Bücher beinhalten auch intime Lyrik, die er selbst in seinen Kritiken angriff.
Er kämpfte gegen das Kleinbürgertum, lobte in seinen Gedichten die Menschen, das Leben, die Erde, die Sonne, Freude und Schönheit.

### Veröffentlichte Werke
- Nemesis, bonorum custos, 1895 (Die Gerechtigkeit [ist] die Beschützerin der Guten)
- Apostrofy hrdé a vášnivé, 1896 (Stolze und leidenschaftliche Apostrophen)
- Jsem apoštol nového žití, 1896 (Ich bin der Apostel des neuen Lebens)
- Satanova sláva mezi námi, 1897 (Des Teufels Ruhm unter uns)
- Sen o zástupu zoufajících, 1903 (Traum vom Schar der Verzweifelten)
- Hrst květů z různých sezón, 1907 (Ein Hand voll Blüten verschiedener Jahreszeiten)
- Socialism a svoboda, 1909 (Sozialismus und Freiheit)
- České zpěvy, 1910 (Tschechische Gesänge)
- Kniha lesů, vod a strání, 1914 (Das Buch der Wälder, Gewässer und Abhänge)
- Bohyně, světice, ženy, 1915 (Göttinnen, Heilige, Frauen)
- Nové zpěvy, 1918 (Neue Gesänge)
- Třicet zpěvů z rozvratu, 1918 (30 Gesänge der Wende)
- Pozdrav Tomáši G. Masarykovi, 1918 (Gruß an Tomáš G. Masaryk)
- Knihy mládí a vzdoru, 1920 (Bücher der Jugend und des Trotzes)
- Ať žije život, 1920 (Es lebe das Leben!)
- Elbasan, 1922 (Elbasan)
- S městem za zády, 1922–23 (Mit der Stadt hinter uns)
- Rudé zpěvy, 1923 (Rote Gesänge)
- Válčení civilistovo, 1925 (Des Zivilisten Kriege)
- Bragožda a jiné válečné vzpomínky, 1928 (Bragožda und andere Kriegserinnerungen)
- Francouzská revoluce, 1929 (Französische Revolution)
- Krise národa, 1930 (Krise der Nation)
- Dějiny ženy, 1931 (Geschichte der Frau)
- Monogamie. Od Masaryka k Russelovi, od Russela k socialismu, 1932
- Zlatý oblak, 1932 (Goldene Wolke)
- Enciány z Popa Ivana, 1933 (Enzian von Pop Ivan)
- Láska, 1933 (Liebe)
- Srdce a mračna, 1935 (Herz und Wolken)
- Anti-Gide neboli Optimismus bez pověr a iluzí, 1937 (Anti-Gide oder Optimismus ohne Aberglauben und Illusion)
- Sonáta horizontálního života, 1937 (Sonate vom horizontalen Leben)
- Bezedný rok, 1938 (Jahr ohne Boden)
- Zamořená léta, 1945 (Verseuchte Jahre)
- Dějiny lásky, [1946] (Geschichte der Liebe)

### Übersetzungen
- Pjotr Alexejewitsch Kropotkin: Komunism a anarchie
- Lenin: Stát a revoluce
- Émile Verhaeren: Svítaní (Les Aubes)

## Quelle
- Stanislav Kostka Neumann, Lebenslauf auf www.phil.muni.cz/...